# ドラゴン・ウォーズ 戦士と邪悪な民
『ドラゴン・ウォーズ 戦士と邪悪な民』（ドラゴン・ウォーズ せんしとじゃあくなたみ、原題：Knights of the Damned）は、2017年9月25日に公開されたイギリスのファンタジー映画。監督はサイモン・ウェルズ、主演はロス・オヘネシー、ベン・ロイド=ホームズ、ザラ・フィシアンらが務めている。
日本では劇場未公開。2017年12月2日にハピネットから日本語吹替版のDVD（HPBR-191/レンタル:FFEDR-00854）が発売された。パッケージ裏のキャッチコピーは「獰猛なドラゴンから王国を守るため 選ばれし勇者たちの大冒険が今、始まる!」。

## キャスト
※括弧内は日本語吹替
- リチャード - ロス・オヘネシー（佐々木祐介）
- ジョージ - ベン・ロイド=ホームズ（西垣俊作）
- トーマス - シルヴィオ・シマック（庄司然）
- ディミア - ザラ・フィシアン（水世晶己）
- フロウェニア - アンドレア・ヴァシルー（石井花奈）
- ジェームズ - エイドリアン・ブーシェ（長谷部忠）
- イザベル - ケイト・マリー・デイヴィース（御手洗かりん）
- カテア - クンジェ・リー（田所久美子）
- ファヴィアン - ジョン＝ポール・ゲイツ（中原勘）
- エリザベス - レベッカ・ダイソン＝スミス（水瀬七海）
- ニコラス - ティム・ヴィンセント（御子神孝次）
- ブライス - マーク・ザミット（畠山豪介）
- ラルフ - モンティ・バージェス（相樂真太郎）
- ミリセント - カーラ・クレスウェル（筏井かなえ）
- 魔術師 - デヴォン・ホワイト（真田雅隆）
- その他の日本語吹き替え：一衆、石井雅人、有賀絢哉、跡見賢太、照井唯柏、村真央、古澤千佳

## スタッフ
- 監督：サイモン・ウェルズ
- 脚本：ベン・ロイド＝ホームズ、ジェームズ・モレッリ＝グリーン
- 製作：ベン・ロイド＝ホームズ、サイモン・ウェルズ
- 製作総指揮：ジェレミー・ロスウェル、メイ・モンテイロ、クリス・ニューマン（DVDパッケージのみ）
- 音楽：ニック・サミュエル
- 撮影：ピート・クック
- 編集：タチアナ・ローデス
- VFX：テリー・マリオット

## 日本語版制作スタッフ
- 演出：椿淳
- 翻訳：メディアゲート
- 録音・調整：沈孟萱
- 制作：メディアゲート